# Autoroute A-15 (Espagne)

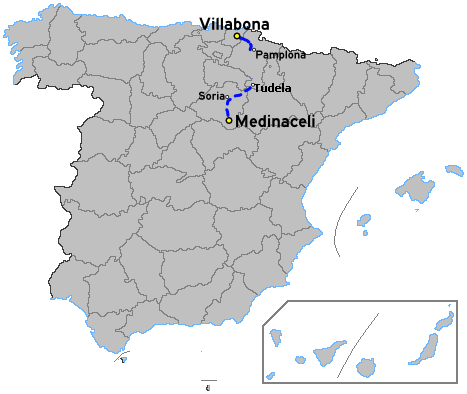
Localisation de l'A-15 sur le territoire espagnol

L'Autoroute A-15 appelée aussi Autovía de Navarra est une voie express qui suit le tracé de la route nationale N-111 entre Medinaceli et Soria. Elle permet de relier Saint Sébastien jusqu'à Medinaceli (A-2) en Castille et Léon.
L'autoroute A-15 est divisée en plusieurs sections toutes reliées et prolongées par l'autoroute AP-15 :
- De Andoain (A-1) à Irurtzun à la jonction avec l'A-10.
- L'A-15 fait office de rocade sud pour la ville de Pampelune.
- De Tudela à Medinaceli en passant par Soria (tronçon encore en projet).

## Tracé
- L'A-15 débute au sud d'Andoain où elle se déconnecte de l'A-1 (Madrid - Saint Sébastien).
- Elle poursuit son chemin vers le sud jusqu'à Irurtzun à la jonction avec l'A-10 (Vitoria - Pampelune).
- À partir de là, la section devient payante l'autoroute change de nom pour devenir l'AP-15 jusqu'au nord de Pampelune.
- l'A-15 arrive à Pampelune qu'elle contourne par le sud en desservant les différentes zones de la ville et d'où se détache l'A-12 (Pampelune - Burgos) et après l'intersection avec la PA-30 (rocade est de Pampelune) se déconnecte l'A-21 à destination des Pyrénées Centrales (Jaca).
- À partir de là, l'AP-15 reprend le relais en direction Tudela à la jonction avec l'AP-68 où elle se termine provisoirement avant le lancement des travaux de l'A-15 jusqu'à Soria et Medinaceli.
- Elle va poursuivre son chemin en doublant la N-122 jusqu'à Soria qu'elle contournera par le sud jusqu'au futur nœud autoroutier entre l'A-11 (Soria - Portugal), l'A-15 (Tudela - Soria - Medinaceli).
- La dernière section de l'A-15 entre Soria (A-11) et Medinaceli (A-2) est encore en projet où elle devra doubler la N-111 jusqu'à la jonction avec l'autoroute A-2 à Medinaceli.

## Sorties

### DeMedinaceli(A-2) à Soria
- Échangeur autoroutier entre A-2 (Madrid) et A-15
- 1 : Medinaceli ( N-II  N-111 ),  Aire de service
- 9 : Beltejar - Yelo
- 13 : Radona - Alcubilla de las Peñas
- 23 : Adradas ( N-111 ) - Ontalvilla de Almazán
- 28 : Sauquillo del Campo - Taroda
- 32 : Coscurita - Centenera del Campo
- 36 : Bordejé - La Miñosa - Frechilla de Almazán
- 39 : Almazán-sud - zone d'activités La Dehesa, El Burgo de Osma, Morón de Almazán ( CL-116 ) - Barahona ( CL-101 )
- 41 : Almazán-est, Gomara ( CL-101 )
- 44 : Almazán-nord, Fuentelcarro ( N-111 )
- 56 : Centre de développement des énergies renouvelables
- 62 : Lubia ( N-111 ) + l'A-15 devient la  SO-20
- 67/5 (sortie de la SO-20) : Los Rábanos ( N-111 )
- 70/8 (sortie de la SO-20) : Los Rábanos ( N-111 ) - Quintana Redonda, Fuentepinilla ( SO-100 )
- 71/9 (sortie de la SO-20) (de et vers l'A-2) : Soria-sud +  fin provisoire de l'autoroute, contournement de Soria par la SO-20.
- Le tronçon entre Soria et Tudela est en projet. Seuls 15 km sont achevées.

### De Tudela (AP-68) à Irurtzun (A-15) sous le nom AP-15
- Échangeur entre AP-68 et AP-15 : Saragosse - Logroño - Bilbao +  péage de Tudela
- 6 (de et vers Saint-Sébastien) : Tudela, Saragosse (A-68) - Madrid ( N-113 )
- Pont sur l'Ebre
- 13 : Castejon, Valtierra ( N-113 )
- Aire de service Valtierra (dans les deux sens)
- Pont sur l'Aragon
- 29 : Peralta, Marcilla ( NA-128  +  Péage de Marcilla
- Aire de repos Olite (dans les deux sens)
- 49 (de et vers AP-68) : Olite ( N-121 )
- 50 : Tafalla, Olite, Tudela ( N-121 )
- 56 : Tafalla-nord ( N-121 )
- 71 (de et vers Saint-Sébastien) : Puente la Reina ( NA-601 )
- Péage de Imárcoain
- 78 : Zone industrielle Ciudad del Transporte +  Aire de service Imárcoain (dans les deux sens)
- 80b/81 : Noáin, Beriáin( N-121 ) + section en 2x3 voies
- 80A/82  Échangeur entre AP-15 et A-21 : Noáin (sens Saint Sébastien-AP-68 seulement) - Jaca, Huesca (A-21) + section en 2x4 voies
- 83 : Noáin, Huarte, Aéroport de Pampelune, rocade de Pampelune, Irun ( PA-30 ),  Aire de service Noain (sens Saint Sébastien-AP-68)
- 83B  Échangeur entre AP-15 et  PA-31  (depuis l'AP-68 et vers les deux sens) : Pampelune; retour en 2x2 voies*
- 85 : Pampelune - Esquíroz ( NA-600 )
- 88  Échangeur entre AP-15 et A-12 : Estella - Logroño
- 89 : Zone industrielle de Landaben-Volkswagenn( NA-30 )
- 92 : Orcoyen, Arazuri ( NA-700 )
- 97  Échangeur entre AP-15 et  PA-34  : Pampelune - Berriozar, France ( N-240a )
- Aire de service Zuasti (dans les deux sens)
- Péage de Zuasti
- 109 : Aizcorbe, Pampelune ( N-240-A )
- 112  Échangeur autoroutier entre A-15/AP-15 et A-10 : Altsasu - Vitoria-Gasteiz +  l'AP-15 devient l'A-15

### De Irurtzun (AP-15) à Andoain (N-I)
- 112  Échangeur autoroutier entre A-15/AP-15 et A-10 : Altsasu - Vitoria-Gasteiz +  l'AP-15 devient l'A-15
- 113 (depuis les deux sens et vers Saint-Sébastien et Vitoria (A-10)) : Irurtzun
- Tunnels de la Ferreria (305 m) et d'Erga (240 m)
- 117/118 : Latasa - Urritza - Goldaratz - Ostiz ( NA-411 ) +  Aire de repos Nafarroa (sens Saint-Sébastien-Pampelune) +  Tunnel d'Urritza (250 m)
- 123 (de et vers Pampelune) : Mugiro - Aldaz - Arruitz
- 124 : Lecumberri - Mugiro - Aldaz - Arruitz,  Aire de service Lekunberri (dans les deux sens)
- 127 : Lekunberri, Betelu, Tolosa ( NA-1300 ) - Uitzi ( NA-1700 )
- Aire de repos Mirador de Azpirotz (sens Saint-Sébastien-Pampelune)
- Tunnel
- 132 : Gorriti ( NA-4011 )
- Aire de service Gorriti (dans les deux sens)
- 137 : Leitza ( NA-170 ) - Areso ( NA-4014 )
- Passage de la Navarre au Pays Basque
- 141 : Berástegui ( GI-2130 )
- Aire de repos Berástegui (sens Saint-Sébastien-Pampelune)
- Tunnel de Gorosmendi (554 m)
- Descente à 6 % jusqu'à  445 (sortie de l'A-1)
- Tunnels de San Lorentzo (789 m), de Belabieta (1 836 m) et d'Oindolar (511 m)
- 445 (sortie de l'A-1)  Échangeur autoroutier entre A-1/ N-I  (Vitoria-Gasteiz, Tolosa) et A-15

### De la N-I à Saint-Sébastien
- 447B (sortie de l'A-1)  Échangeur autoroutier entre A-1/ N-I  et A-15 (de et vers Pampelune)
- 159 : Andoáin - Lasarte-Oria, Saint-Sébastien (A-1/ N-I )
- Tunnel d'Atorrasagasti (300 m)
- 160 (de et vers Pampelune) : Andoáin
- 162 : Urnieta
- Tunnel d'Urnieta (300 m)
- 164 : Hernani-Galarreta ( GI-2132 ) - Urnieta
- 166 : Hernani - Goizueta ( GI-3410 )
- 167 (de et vers Saint-Sébastien) : Hernani - Astagarrada
- Tunnel
- 167  Échangeur entre A-15 et AP-8 (de et vers Pampelune) : Errenteria - Pasaia - Irun - Bordeaux
- 168 : Astigarraga - Bilbao, Vitoria-Gasteiz (AP-8) + l'A-15 devient la  GI-41
- Carrefour giratoire entre  GI-41  et  GI-40  (vers  GI-20 ), entrée dans Saint-Sébastien